# Фактор-модуль
У абстрактній алгебрі фактор-модулем називається новий модуль, який можна визначити для довільного модуля над кільцем i його підмодуля. Побудова фактор-модуля є аналогом побудови факторм-ножини, фактор-групи, фактор-кільця і фактор-простору.

## Означення
Нехай дано (лівий) модуль {\displaystyle M} над кільцем {\displaystyle R} і його підмодуль {\displaystyle N}. На {\displaystyle M} можна ввести відношення еквівалентності:
{\displaystyle m\sim n\;} якщо і тільки якщо {\displaystyle m-n\in N}
для будь-яких {\displaystyle m,n\in M}. Елементами множини {\displaystyle M/N} є класи еквівалентності
{\displaystyle [m]=\{m+n\colon n\in N\}}.
Сума двох класів еквівалентності у {\displaystyle M/N} є класом еквівалентності еквівалентності суми представників двох класів; в схожий спосіб можна ввести множення на елементи {\displaystyle R}. Конкретно:
{\displaystyle [m]+[n]=[m+n]} i
{\displaystyle r[m]=[rm]}
для будь-яких {\displaystyle m,n\in M} і {\displaystyle r\in R}.
Таким чином {\displaystyle M/N} отримує структуру модуля над {\displaystyle R.} Цей модуль називається фактор-модулем модуля {\displaystyle M} по підмодулю {\displaystyle N}.

## Приклади
- M/M є тривіальним модулем {0}.
- M/{0} є ізоморфним M.
- Нехай {\displaystyle \mathbb {R} }— кільце дійсних чисел i {\displaystyle A=\mathbb {R} [X]}— кільце многочленів з дійсними коефіцієнтами, що, очевидно, є {\displaystyle \mathbb {R} }-модулем. Розглянемо підмодуль

{\displaystyle B=(X^{2}+1)\mathbb {R} [X]}
модуля {\displaystyle A,} тобто підмодуль всіх многочленів, що діляться на {\displaystyle X^{2}+1}. Відношення еквівалентності для цих модулів задається як:
{\displaystyle P(X)\sim Q(X)} якщо і тільки якщо залишки від ділення {\displaystyle P(X)} і {\displaystyle Q(X)} на {\displaystyle X^{2}+1} є однаковими.
Зокрема у фактор-модулі {\displaystyle A/B} многочлен {\displaystyle X^{2}+1} переходить у той же клас, що і {\displaystyle 0} i фактор-модуль можна розглядати як похідний від {\displaystyle \mathbb {R} [X]} при ототожненні {\displaystyle X^{2}+1=0}. Фактор-модуль {\displaystyle A/B} є ізоморфним із дійсним векторним простором комплексних чисел.

## Властивості
- Фактор-модуль {\displaystyle M/N} є гомоморфним образом модуля {\displaystyle M} для гомоморфізма ядро якого є рівним {\displaystyle N} і яке можна записати як

{\displaystyle \pi :M\longrightarrow M/N:m\mapsto m+N}.
Відображення {\displaystyle \pi } називається проєкцією модуля {\displaystyle M} на фактор-модуль {\displaystyle M/N}.
- Теореми про ізоморфізми: для двох підмодулів {\displaystyle M,N} модуля {\displaystyle Q}:
{\displaystyle M/(M\cap N)\simeq (M+N)/N}.

для підмодуля {\displaystyle N\subseteq Q\subseteq P} виконується
{\displaystyle (P/N)/(Q/N)\simeq P/Q}.
- Кожен гомоморфізм R-модулів {\displaystyle f:M\rightarrow L} ядро якого містить N у єдиний спосіб розкладається через M/N, тобто існує єдиний гомоморфізм R-модулів {\displaystyle {\tilde {f}}:M/N\to L} для якого {\displaystyle {\tilde {f}}\circ \pi =f}.

Навпаки, нехай існує R-модуль P і сюр'єктивний гомоморфізм {\displaystyle p:M\longrightarrow P.} Якщо для кожного гомоморфізма R-модулів {\displaystyle f:M\rightarrow L} ядро якого містить N існує єдиний гомоморфізм {\displaystyle {\tilde {f}}:P\to L} для якого {\displaystyle {\tilde {f}}\circ p=f,} то {\displaystyle M/N\simeq P}. Таким чином дана властивість повністю характеризує фактор-модуль. Вона називається універсальною характеристикою модуля.
- Фактор-модулями скінченнопороджених модулів і модулів скінченної довжини є скінченнопороджені модулі і модулі скінченної довжини.
- Нехай {\displaystyle M,P} — два модулі над комутативним кільцем {\displaystyle R} і {\displaystyle N\subset M,\;T\subset P} — їх підмодулі. Тоді для тензорного добутку виконується властивість {\displaystyle M/N\otimes _{R}P/T\simeq (M\otimes _{R}P)/Q,} де {\displaystyle Q} — підмодуль у {\displaystyle M\otimes _{R}P} породжений елементами виду {\displaystyle m\otimes t} і {\displaystyle n\otimes p} для довільних {\displaystyle m\in M,\,t\in T,\,n\in N,\,p\in P.}
- Якщо {\displaystyle S} — мультиплікативна множина у комутативному кільці {\displaystyle R} то для локалізації {\displaystyle S^{-1}(M/N)\simeq (S^{-1}M)/(S^{-1}N).}
- Якщо {\displaystyle B} є {\displaystyle A}-алгеброю (асоціативною з одиницею), то
{\displaystyle B\otimes _{A}(M/N)\simeq (B\otimes _{A}M)/U},

де {\displaystyle U} є образом {\displaystyle B\otimes _{A}N} у {\displaystyle B\otimes _{A}M}.
- Якщо {\displaystyle I} є (двостороннім) ідеалом у {\displaystyle A}, то фактор-модуль {\displaystyle A/I} є фактор-кільцем {\displaystyle A/I}.